# Alesis

Alesis — американська фірма, яка виготовляє електронні музичні інструменти. Розташована в місті Камберленд, штат Род-Айленд. З 2001 року, після оголошення банкрутства підприємство було викуплене виробником діджей обладнання Нюмарк (Numark).

## Історія

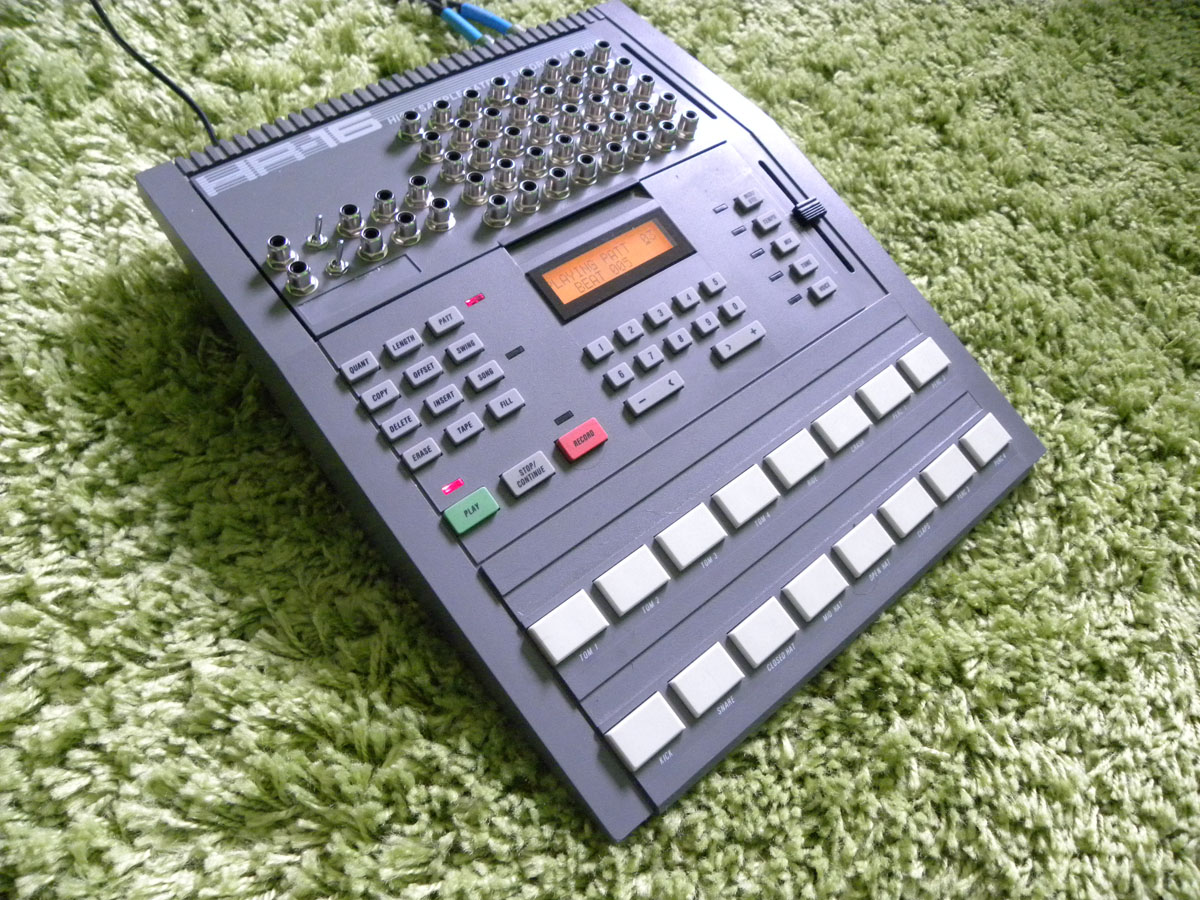
HR-16

Alesis Studio Electronics була заснована в Голлівуді в 1984 році співзасновником MXR Кітом Елліоттом Барром. Використовуючи його здатність розробляти індивідуальні інтегральні схеми, компанія Барра змогла представити технологічно передові продукти за цінами, які відповідають більшості проектних студій. Першим продуктом Alesis був XT Reverb. XT Reverb, представлений у 1985 році, був повністю цифровим ревербератором за безпрецедентно низькою ціною 799 доларів. Барр найняв Рассела Палмера на посаду операційного менеджера та Роберта Вілсона (заступник голови) для управління міжнародними продажами, щоб Барр міг продовжувати зосереджуватися на інженерії.

## Асортимент
Продукція фірми Alesis призначена як для студійної роботи, так і для живих виступів. Нею можуть користуватися як професіонали, так і аматори.

### Продукція компанії
- 1987 — HR-16: Драм-машина
- 1991 — ADAT
- 2000 — A6 Andromeda: аналоговий синтезатор
- 2002 — ION: цифровий аналоговий синтезатор
- 2004 — Micron: зменшена версія ION
- 2005 — Fusion